# Escară
Ulcerele de presiune, cunoscute și sub denumirea de escare de decubit sau leziuni de presiune, sunt leziuni localizate ale pielii și/sau țesutului subiacent care apar de obicei peste o proeminență osoasă ca urmare a presiunii de obicei pe termen lung sau a presiunii în combinație cu forța de forfecare sau frecare. Cele mai frecvente locuri sunt pielea care acoperă sacrul, coccisul, călcâiele și șoldurile, deși alte locuri pot fi afectate, cum ar fi coatele, genunchii, gleznele, spatele umerilor sau partea din spate a craniului.
Ulcerele de presiune apar din cauza presiunii aplicate pe țesutul moale, rezultând în fluxul sanguin complet sau parțial obstrucționat către țesutul moale. Forfecarea este, de asemenea, o cauză, deoarece poate pune presiune pe vasele de sânge care hrănesc pielea. Ulcerele de presiune se dezvoltă cel mai frecvent la persoanele care nu se mișcă, cum ar fi cei care se află la pat în stare cronică sau care folosesc în mod constant un scaun cu rotile. Se crede că alți factori pot influența toleranța pielii la presiune și forfecare, crescând astfel riscul apariției ulcerului de presiune. Acești factori sunt malnutriția de proteine raportate la nivel caloric, microclimatul (umiditatea pielii cauzată de transpirație sau incontinență), bolile care reduc fluxul de sânge către piele, cum ar fi arterioscleroza, sau bolile care reduc senzația la nivelul pielii, cum ar fi paralizia sau neuropatia. Vindecarea ulcerelor de presiune poate fi încetinită de vârsta persoanei, afecțiunile medicale (cum ar fi arterioscleroza, diabetul sau infecțiile), fumatul sau medicamentele, cum ar fi antiinflamatoarele.
Deși adesea prevenite și tratabile dacă sunt detectate devreme, ulcerele de presiune pot fi foarte dificil de prevenit la persoanele în stare critică, bătrânii fragili și persoanele cu mobilitate redusă, cum ar fi utilizatorii de scaune cu rotile (mai ales acolo unde este implicată o leziune a coloanei vertebrale). Prevenția primară este redistribuirea presiunii prin întoarcerea regulată a persoanei. Beneficiul întoarcerii pentru a evita alte răni este bine documentat încă din secolul al XIX-lea. Pe lângă întoarcerea și repoziționarea persoanei în pat sau scaun cu rotile, este importantă o dietă echilibrată, cu proteine adecvate și menținerea pielii liberă de expunerea la urină și scaun.
Rata ulcerelor de presiune în cadrul spitalelor este mare; prevalența în spitalele europene variază de la 8,3% la 23%, iar prevalența a fost de 26% în instituțiile medicale din Canada între 1990 și 2003. În 2013, au existat 29.000 de decese documentate din cauza ulcerelor de presiune la nivel global, în creștere față de 14.000 de decese în 1990.
Statele Unite au urmărit ratele leziunilor cauzate de presiune încă de la începutul anilor 2000. Whittington și Briones au raportat rate la nivel național de leziuni de presiune în spitale de 6% până la 8%. Până la începutul anilor 2010, Lyder și colegii săi au făcut cercetări ca rata leziunilor cauzate de presiune să scadă la aproximativ 4,5% în populația asigurată cu Medicare, în urma introducerii Ghidului internațional pentru prevenirea leziunilor de presiune. Padula și colegii săi au asistat la o creștere de +29% a ratelor leziunilor cauzate de presiune în ultimii ani, asociată cu lansarea politicilor de limitare a Medicare.